# MR.DIY

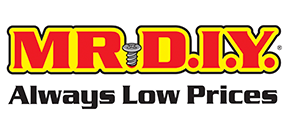
MR.DIY标志

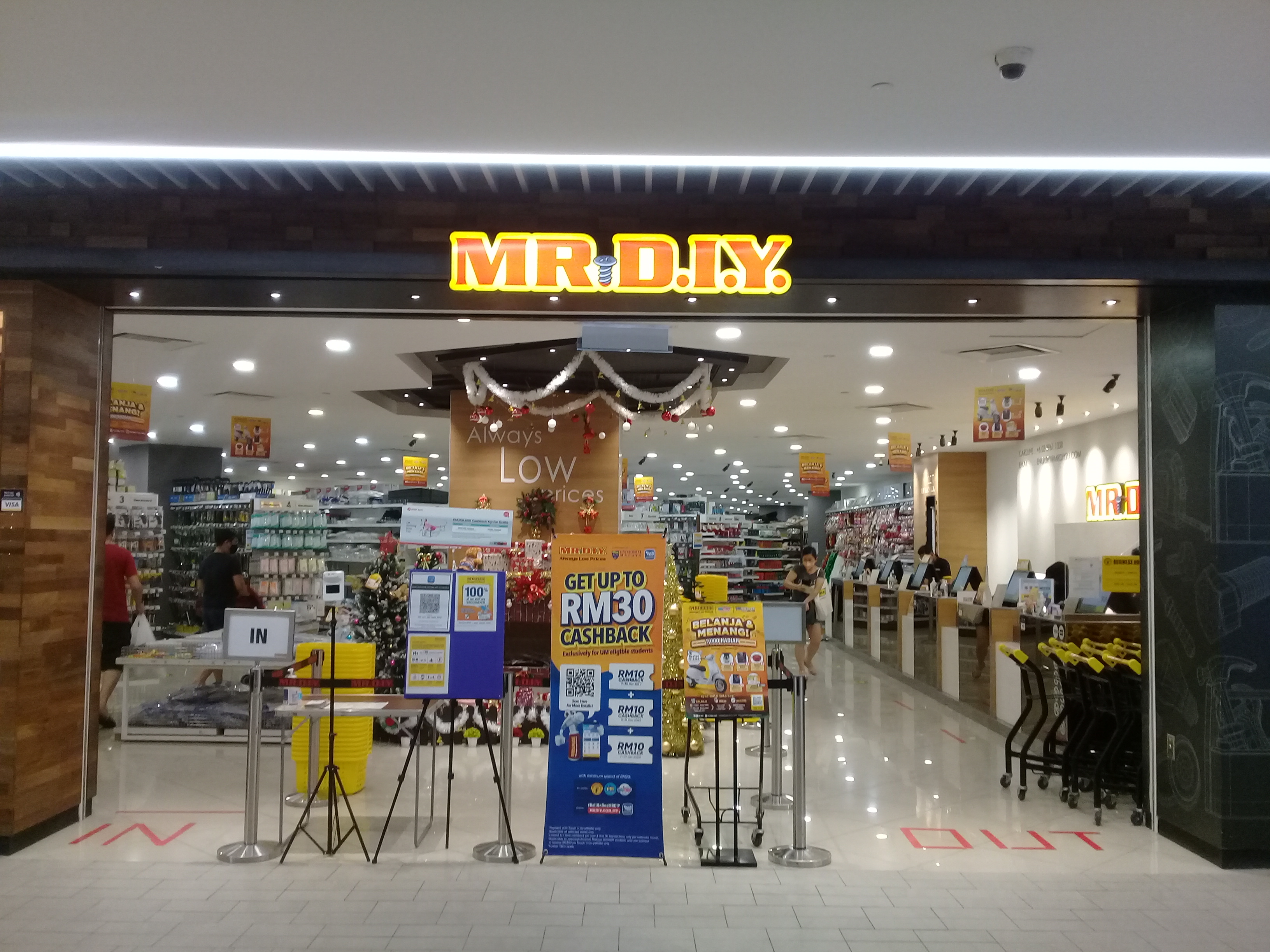
MR.DIY于万达广场的分店

MR.DIY是马来西亚一间集团式家居装饰零售商，为MR D.I.Y. Group (M) Berhad的一部分，主要提供网上和门市商店，为DIY人士提供家居装饰产品。截至2024年12月，MR.DIY集团在马来西亚已有1,317间分行；全世界有超過4,000間分行。
柔佛苏丹依布拉欣·依斯迈和前首相马哈迪·莫哈末都是MR.DIY的贵宾客户。

## 历史
MR. DIY成立于2005年7月，最初是一家位于马来西亚吉隆坡秋杰区峇都律的消费型五金店。随后，该公司于2009年进入永旺购物中心，2010年进入雪兰莪实达阿南的特易购，2014年进入Giant Shopping Outlet和婆罗洲Hypermall，2017年进入棕榈广场商业中心。截至2021年底，该公司在马来西亚境内拥有超过900家门店，其中包括MR.TOY和MR.DOLLAR两家子公司。

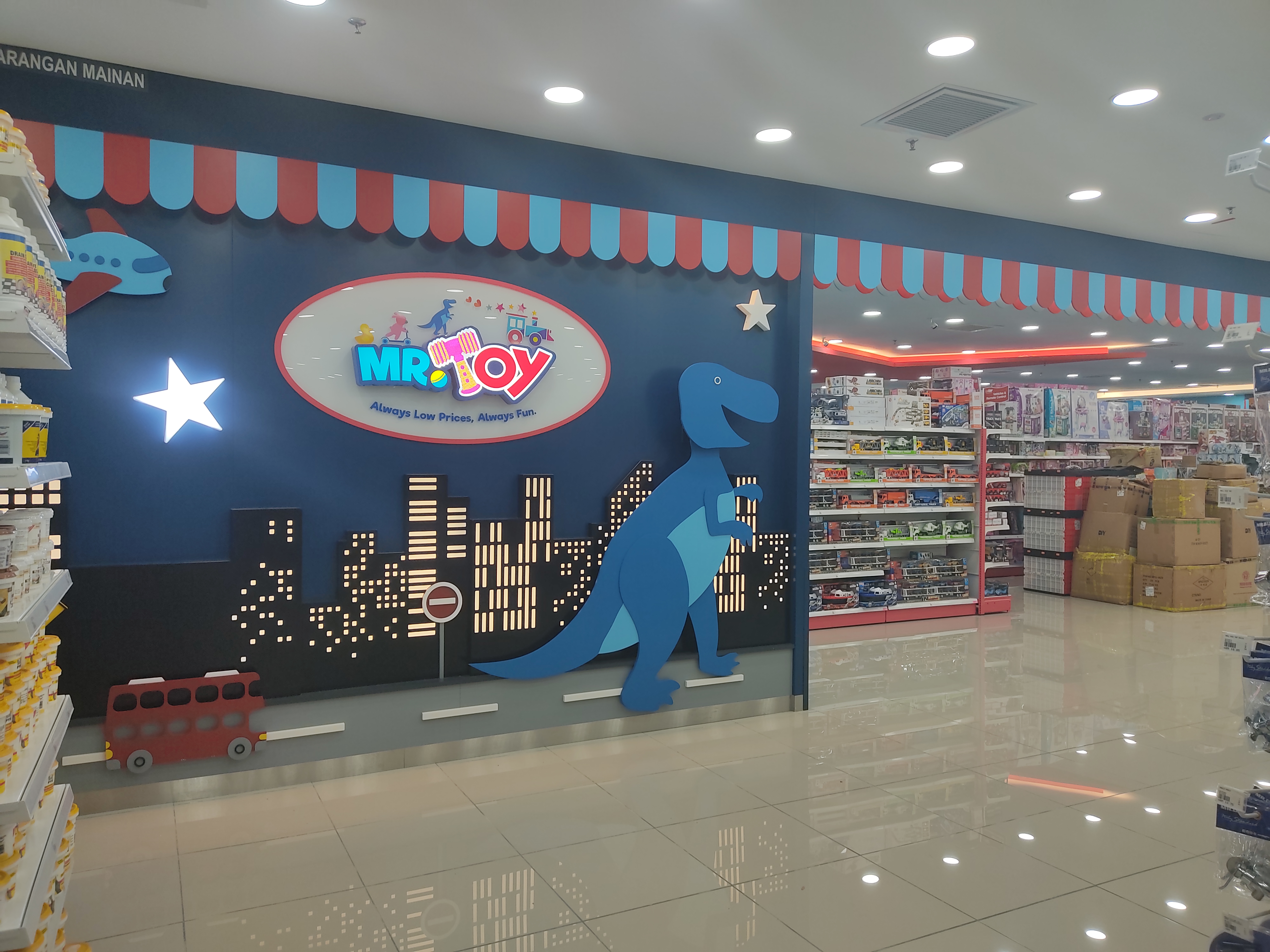
MR.TOY的其中一家分店，位于新中央购物广场

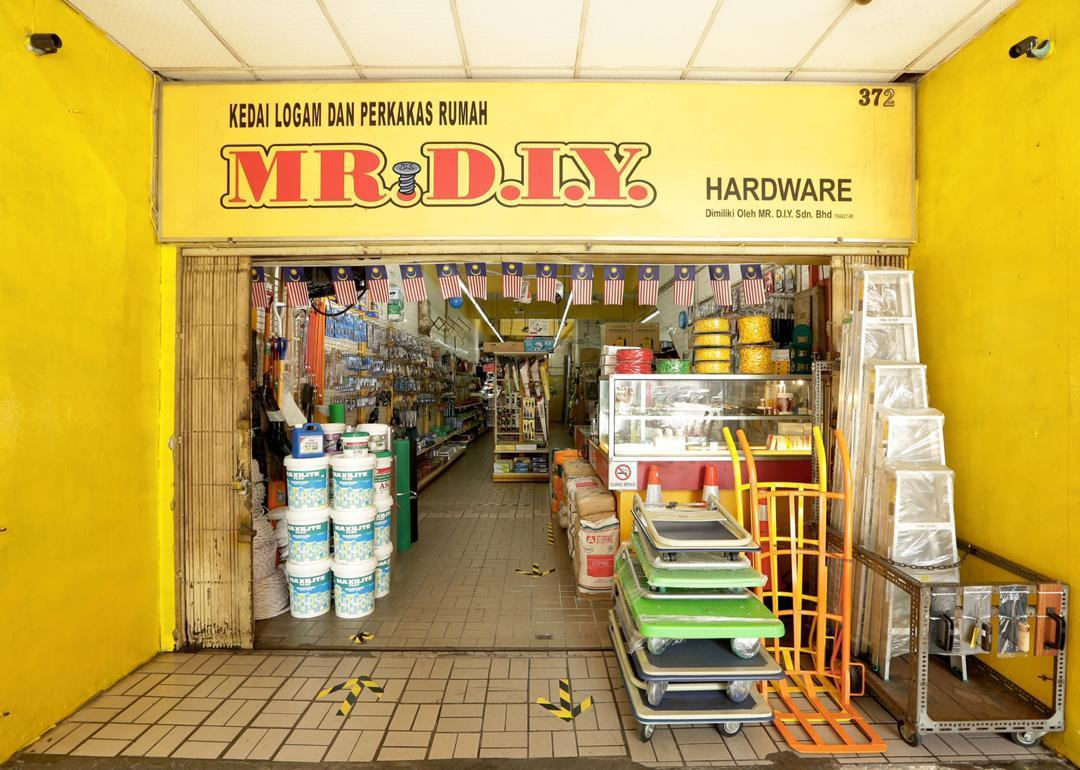
MR. DIY的第一家商店于2005年在端姑阿都拉曼路开业。

2021年11月，MR. DIY在土耳其的Meydan Istanbul Mall开设了首家门店。此外，2022年1月，他们还在西班牙的Talavera de la Reina开设了一家门店，第二家门店则开在马德里。截至2022年10月，该公司在土耳其拥有24家门店，在西班牙拥有12家门店。公司在2018年通过在线商店和Shops开始电子商务业务。为了管理电子商务仓库，MR.DIY在其仓库安装了23台机器人。MR.DIY于2020年10月在马来西亚股票交易所上市。截至2020年第四季度，公司累计收入达26亿令吉，估值为214亿令吉。

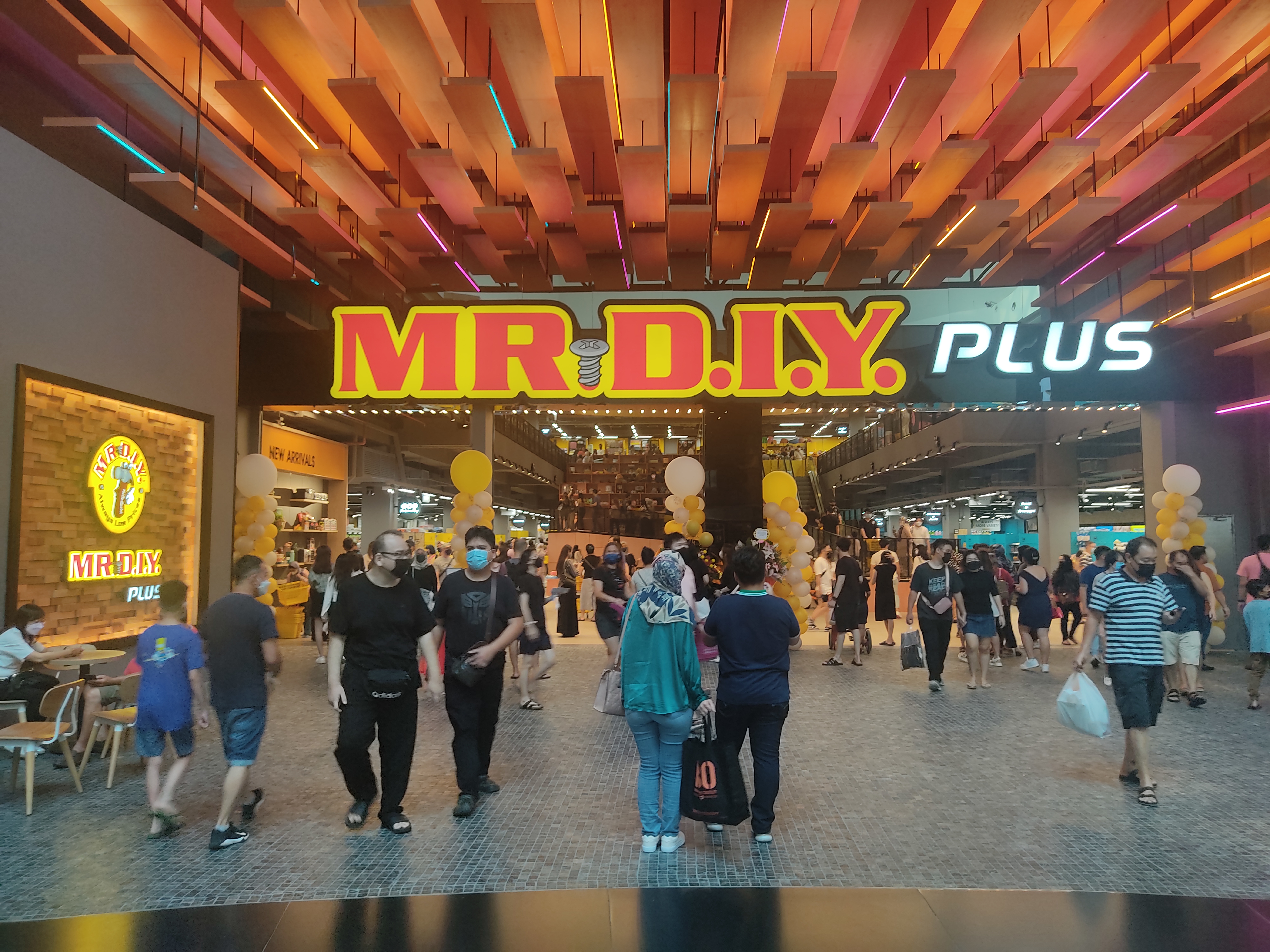
MR.DIY第一家Plus门店位于谷中城美佳廣場，这是一家超市式的3合1概念店。

公司于2021年4月推出了一种名为“MR.DIY Express”的商店格式，专门面向乡村社区。2022年1月，MR.DIY在武吉加里尔柏威年广场开设了第800家店铺，此外，该店还包括一个MR.TOY店铺。此外，MR.DIY还在谷中城美佳广场推出了类似超市占地30,000 sq ft（2,787 m2）的3合1概念店，名为MR.DIY Plus。该公司于2022年8月达到了1000家门店的里程碑。